# Wózek szpitalny

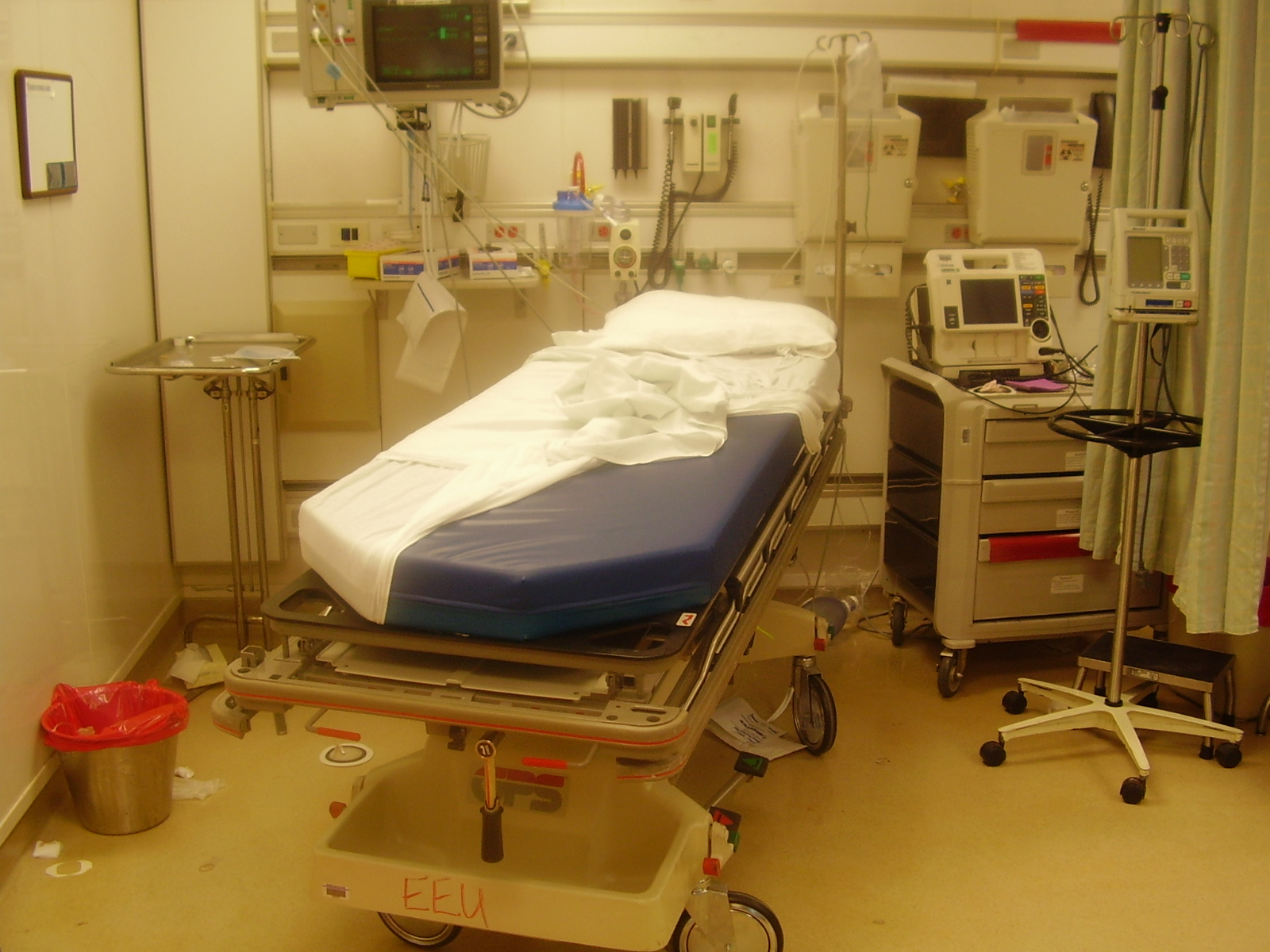
Wózek szpitalny.

Wózek szpitalny – Wózek do przewożenia pacjentów – specjalistyczne urządzenie medyczne wykorzystywane do transportu pacjentów wewnątrz placówek medycznych, takich jak szpitale, przychodnie, czy domy opieki. Wózki te umożliwiają bezpieczne i wygodne przemieszczanie pacjentów zarówno na terenie oddziałów, jak i pomiędzy nimi. W zależności od modelu, mogą być wyposażone w różnorodne funkcje ułatwiające personelowi medycznemu transport oraz zapewniające komfort pacjentowi, takie jak:
- Regulacja wysokości i oparcia, co pozwala na dostosowanie pozycji pacjenta do jego stanu zdrowia oraz potrzeb medycznych,
- Koła z blokadą, które zwiększają bezpieczeństwo podczas transportu oraz stabilizują wózek w trakcie wykonywania zabiegów,
- System zabezpieczeń, w tym pasy bezpieczeństwa, chroniący pacjenta przed wypadnięciem,
- Stelaż wykonany z trwałych materiałów, często odpornych na korozję i łatwych do dezynfekcji, co jest kluczowe w utrzymaniu higieny.

Wózki do przewożenia pacjentów stanowią istotny element wyposażenia każdej placówki medycznej, wspierając opiekę nad pacjentami w stanie ograniczonej mobilności i przyczyniając się do sprawniejszej pracy personelu medycznego. Posiada regulację wysokości, co ułatwia przenoszenie pacjenta na łóżko szpitalne, stół operacyjny, stół aparatu rentgenowskiego itp. Niekiedy zaopatrzony jest w podręczny blat, uchwyt na stojak infuzyjny lub pojemnik na np. materiały opatrunkowe lub niewielkie urządzenia.
Bardziej skomplikowane konstrukcje wózka pozwalają np. przekształcać całość w fotel z podnóżkami.